# Jana Klotjkova
Jana Oleksandrivna Klotjkova (ukrainska: Яна Олександрівна Клочкова), född 7 augusti 1982 i Simferopol, är en ukrainsk simmare.
Klotjkova blev olympisk guldmedaljör på 200 meter medley vid sommarspelen 2000 i Sydney.